# Устанак у Бирчу
Устанак у Бирчу је српска побуна против турске власти у Босанском пашалуку, која се десила 1826. године у околини Власенице, у регији Бирач под вођством свештеника Ђорђа Вујичића. Буна је избила под утицајем дешавања у устаничкој Србији. Циљ буне је било ослобођење српског становништва Бирча од Турака. Због лоше организације устанак је угушен неколико недјеља по избијању, а Ђорђо Вујичић је изгубио живот на самом почетку устанка.

## Историјат
Након Првог српског устанка у Србији, и неколико мањих буна у Босанском пашалуку, подстакнути Карађорђевим дјеловањем, бирчани на челу са свештеником Ђорђом Вујичићем се спремају на устанак против турске управе. У вријеме када је 1826. године Абдурахман паша дошао у Босну са намјером да проведе реформе и уреди земљу поп Ђорђо Вујичић из Цикота припремао је устанак у области Бирча и Власенице. Турске власти су на вријеме сазнале за ове припреме па је Вујичић ухапшен и погубљен. Прије самог почетка буне, Ђорђо Вујичић са устаницима је направио око четрдесет трешњевих топова, са којима је хтио да подигне устанак на лијевој обали Дрине у регији Бирач. У Старој архиви сарајевске митрополије налази се писмо са потписима шесторице бирчанских попова, који моле владику да се код паше заузме за попа Ђорђу, како не би био посјечен. Устанак није имао никаквог успјеха с обзиром да је његов вођа настрадао и прије самог почетка устанка. Митар Ковач из Цикота и Митар Илић из Шековића, су оптужили Ђорђу Вујичића да одржава везу са хајдуцима и да припрема устанак у Босни. Поп Ђорђије Вујичић из Цикота погинуо је са оружјем у рукама у Цикотама код Власенице 1826. године.